# Горяны (Могилёвская область)
Горяны — деревня в составе Пашковского сельсовета Могилёвского района Могилёвской области Республики Беларусь. Планировочно состоит из прямолинейной короткой улицы, ориентированной с юго-запада на северо-восток, вдоль берега озера. Застроена двусторонне, неплотно традиционными деревянными домами усадебного типа.

## Географическое положение
Деревня находится в 23 км на северо-запад от Могилёва, 6 км от железнодорожной станции Полыковские Хутора на линии Могилёв — Орша. Рельеф равнинный. На западной окраине — озеро. Транспортные связи по местной дороге через деревни Хатки, Софиевка и далее по шоссе Могилёв—Шклов.

## Демография
В 2007 году — 11 хозяйств, 16 жителей.

## История
Известна в ВКЛ с 17 века.
В 1667 году село в Оршанском уезде Витебского воеводства. В 1744 году упоминается как фольварк Гораны (иначе - Древянщина) в Оршанском повете ВКЛ.
С 1772 года в Российской империи.
В 1785 году в Могилёвском уезде, 16 дворов, 99 жителей, шляхетская собственность.
В 1880 году — 29 дворов, 210 жителей. Часть сельчан занималась изготовлением посуды и других бытовых вещей из дерева. Согласно переписи 1897 года в Толпечицкой волости Могилёвского уезда Могилёвской губернии, 35 дворов, 249 жителей. Имелись хлебозапасный магазин, ветряная мельница, школа грамоты.
В 1909 году — 41 двор, 262 жителя. Рядом были одноимённые хутор (2 двора, 12 жителей, питейный дом) и посёлок (5 дворов, 36 жителей).
С 17 июля 1924 года в Могилёвском районе Могилёвского округа (до 26 июля 1930 года), с 20 февраля 1938 года в Могилёвской области.
В 1926 году 50 дворов, 265 жителей.
С 26 июля 1930 года до 16 июля 1954 года центр сельсовета. В 1931 году организован колхоз «Искра социализма», который в 1933 году объединял 64 хозяйства.
В 1940 году 67 дворов, 249 жителей. В Великую Отечественную войну с конца июля 1941 года до 27 июня 1944 года оккупирована немецко-фашистскими захватчиками. Партизаны разгромили волостное управление оккупантов, которое размещалось в деревне. 15 сентября 1943 года каратели на танках и бронемашинах окружили деревню, согнали детей, стариков и женщин в баню и в дом колхозницы Жоговой, обложили эти построения соломой и зажгли. Погибло около 300 сельчан и беженцев со Смоленщины. Они похоронены в могиле в деревенском сквере. Гитлеровцы полностью сожгли деревню.
В 1990 году 11 хозяйств, 18 жителей, в составе колхоза «Заря» (центр — деревня Речки 1), работали клуб, библиотека.